# CableACE Award
CableACE Award (до 1991 года ACE Award) — премия, вручавшаяся в период между 1978 и 1997 годами. Премия, присуждавшаяся за достижения в области кабельного телевидения, была учреждена Национальной ассоциацией кабельного телевидения как противовес премии «Эмми», которая долгое время исключала из конкурса программы кабельного телевидения. Хотя кабельные программы рассматривались как претенденты на «Эмми» с 1988 года, премия CableACE продолжала вручаться до 1997 года, постепенно теряя популярность, пока не была окончательно упразднена.
Церемония награждения призами ACE и CableACE транслировалась кабельными телевизионными каналами. Рекордное число участвующих в показе каналов (12) было достигнуто в 1990 году.